# Зицер, Вадим Семёнович
Вади́м Семёнович Зи́цер (род. 28 ноября 1966, Ленинград, СССР), также известен как Дима Зицер — педагог, просветитель, писатель, общественный деятель, теле- и радиоведущий, ютубер. Основатель института неформального воспитания INO и частной школы «Апельсин». Ведущий авторского канала на YouTube под названием «Dima Zicer», на котором выложены видео серии «Любить нельзя воспитывать». Встречи с публикой называет педагогическим стендапом.
Автор книг «Свобода от воспитания», «Любить нельзя воспитывать», «Современное педагогическое искусство: азбука НО», «(НЕ) Зачем идти в школу», «О бессмысленности воспитания подростков».
Был автором и ведущим программы «Любить нельзя воспитывать» на радиостанции «Маяк». Лауреат премии «Радиомания».
Выступает по всему миру с лекциями о практической, семейной педагогике, взаимодействии между взрослыми и детьми, консультирует школы, занимается с учителями индивидуально, читает лекции по образовательным программам для педагогов.
Несмотря на израильское гражданство, преследуется российскими властями за свою общественную позицию по отношению к вторжению России на Украину.

## Биография

### Детство и юность
Родился 28 ноября 1966 года в Ленинграде в семье Семёна и Эммы Зицер. Оба были приезжими. Эмма приехала поступать в вуз, а Семён — в гости к друзьям. Молодые люди поженились и остались в Ленинграде. При рождении сыну дали имя Вадим, но впоследствии оно трансформировалось в Диму.
Дима рано пристрастился к чтению. За время учёбы сменил три школы. После 3-го класса родители перевели Вадима в школу с физико-математическим уклоном. Однако там мальчик столкнулся с травлей со стороны других учеников, в том числе на почве антисемитизма. В 7-м классе Вадим получил сотрясение мозга, когда 10-классник столкнул его с лестницы. После этого родители перевели сына в третью школу, где он благополучно и завершил обучение.
Вадим ещё в детстве решил, что свяжет жизнь с педагогикой или театром. В итоге 1982 году он решил поступить в театральный вуз. Однако не смог с первого раза сдать вступительные экзамены. Тогда он подал документы в Педагогический институт имени Герцена и поступил на филологический факультет. После завершения обучения в педагогическом (РГПУ) поступил в Ленинградский государственный институт театра, музыки и кинематографии (ЛГИТМиК) и закончил этот вуз по специальности «режиссура».

## Карьера

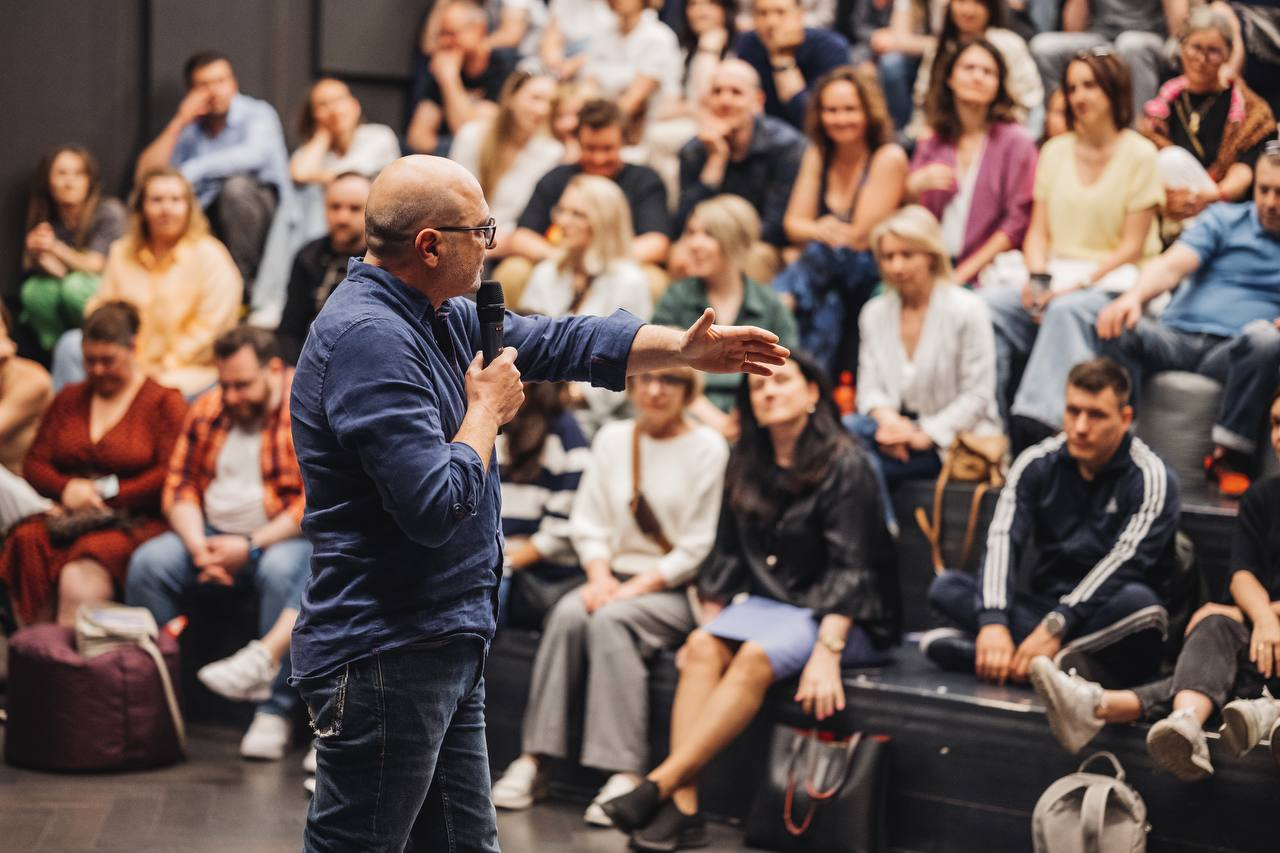
Вадим Зицер во время лекции в Риге в 2022 году

### В России
Ещё во время обучения в вузе Зицер принял активное участие в постановке студенческих спектаклей. В институте он познакомился с Татьяной Гариной. Организовал в Ленинграде пионерский лагерь, «Город мастеров». В этом лагере детей делили не как обычно на отряды по возрасту, а формировали группы по увлечениям. В последующем именно этот первый опыт и лёг в основу методик, которые создал и описал Вадим Зицер. Постепенно вокруг него стал формироваться круг единомышленников.
Постепенно Зицер пришёл к убеждению, что в процессе обучения главным стимулом должен быть личный интерес ученика, жажда исследований и познания чего-то нового.
За время жизни в России Дима Зицер выпустил по меньшей мере 12 книг в области современного гуманистического образования, среди которых «Любить нельзя воспитывать», «Дети, родители, учителя и нерешенные школьные вопросы» и «После уроков. Классное внеклассное». Лишился гражданства СССР после переезда в Израиль (1990), а гражданства РФ у Зицера никогда не было.

### В Израиле
В 1990 году Дима Зицер переехал в Израиль, при переезде был лишён гражданства СССР, получил гражданство Израиля. В 1995 году в рамках израильской программы «Хороший учитель — учитель на всю жизнь» стал одним из пяти учителей-лиц этой программы. Преподавал театр и драму в двух школах одновременно. Одновременно работал режиссёром в театральной школе «Бейт-Цви». Трудился директором по образованию в еврейском агентстве «Сохнут» (отдел СНГ).
В 1998 году Зицер стал кандидатом педагогических наук (тема диссертации — «Фактор свободы в становлении взаимоотношений между детьми и родителями», защита прошла в РГПУ имени Герцена). Ввёл новый термин — «Неформальное образование» (НО).
В 2005 году Зицер создал Институт неформального образования (INO). Вскоре он основал в Санкт-Петербурге школу «Апельсин». Ещё через некоторое время начал действовать специальный детский лагерь Isra-Campus.
Консультировал множество школ по всему миру относительно неформального образования.

### В Эстонии
После начала российской агрессии против Украины Зицер переехал в Эстонию. Продолжил в этой стране заниматься различными педагогическими и просветительскими проектами. Продолжает публиковать новые книги, посвящённые проблемам родительства в сложных условиях эмиграции, войны и агрессивной пропаганды и ставить новые спектакли (спектакль «Фрау. Репетиция» (2024), поставленный совместно с журналисткой Ольгой Романовой).
В феврале 2025 года Вадим Зицер объявил о создании в Эстонии частной школы OmaEraKool, работающей по принципам неформального образования.

## Публицистика и журналистика
Вадим Зицер опубликовал десятки статей на тему педагогики в различных СМИ. Кроме того, он частый гость различных ток-шоу и телепрограмм, где выступает в качестве эксперта в области образования.
- До 2022 года вёл авторскую колонку в издании «Сноб»[29][30].
- С 2018 года[31] до февраля 2022 года вёл еженедельную авторскую программу на радиостанции «Маяк»[6][7].

## Общественная позиция

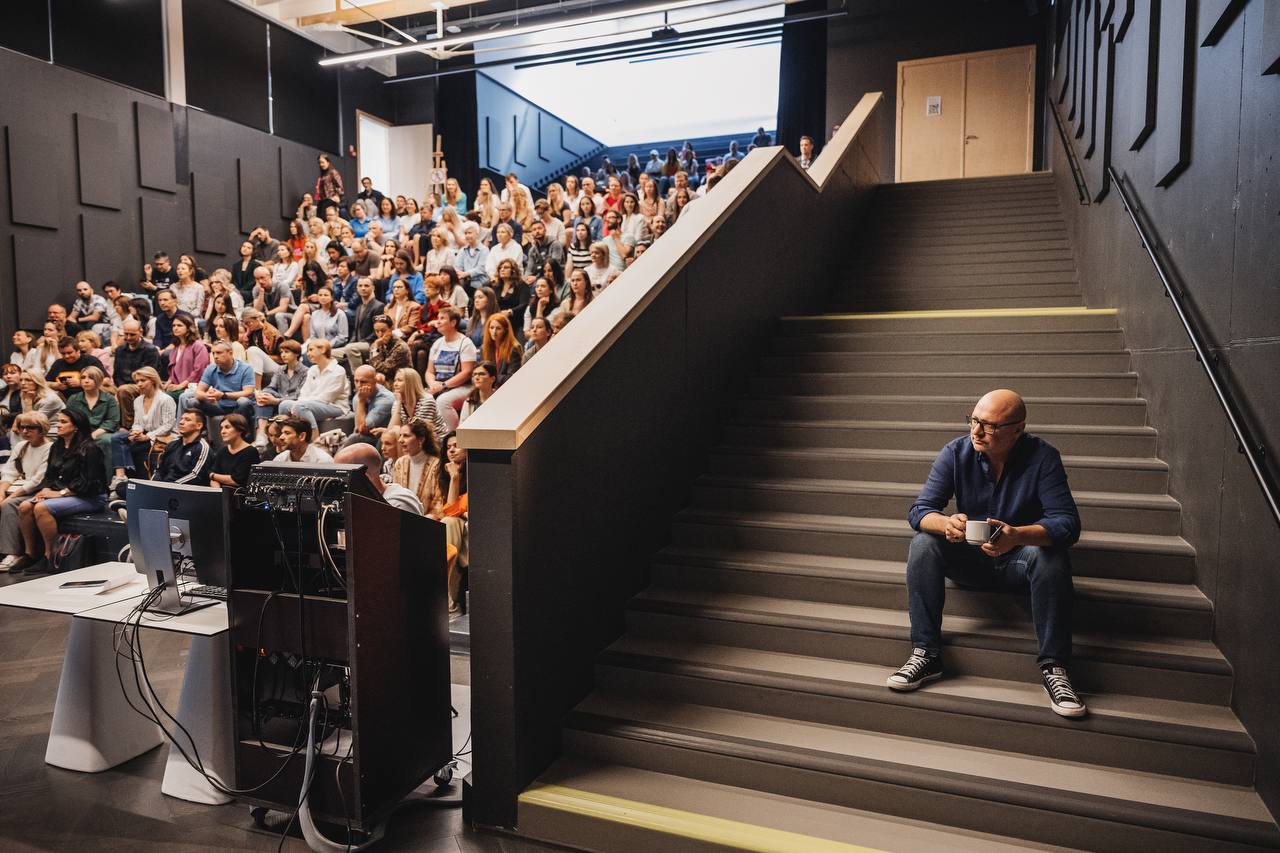
Дима Зицер во время лекции в Риге

Открыто осудил российское вторжение на Украину. Призвал российских родителей не водить детей в школу, чтобы пропаганда войны не отравила сознание ребёнка.

«Не хотите, чтобы ваши дети учились по этим программам? Пусть не учатся. Точка. Нет другого ответа».
В своих публичных выступлениях много раз говорил об опасном влиянии российской пропаганды на детей, рассказывал о том, как защитить детей от её влияния.
После февраля 2022 года неоднократно посещал Украину. Открыто говорил о необходимости всемерной поддержки ВСУ и выступал с благотворительными лекциями.
Антивоенная позиция Зицера и открытая критика действий Владимира Путина привели к тому, что в июле 2024 года педагог в России был объявлен в розыск в связи с возбуждением против него уголовного дела. Поводом для преследования стала статья «распространение заведомо ложной информации об использовании ВС РФ».
31 января 2025 года Министерством юстиции России внесён в список физических лиц — «иностранных агентов».

## Награды
- 2020— премия «Радиомания» как ведущему радиопрограммы «Любить нельзя воспитывать»[1][8]
- 2020— приз «Золотой микрофон» в номинации «Лучшее радиошоу»[38].
- 2021— Премия «Headliner года» в номинации «Наука и образование»[39].

## Семья
- Мать — Эмма Яковлевна Зицер (в девичестве — Гельфгат), родилась на Украине в Прилуках. Занималась вопросами педагогики и дефектологии в школах Ленинграда и в институте имени Герцена на кафедре олигофренопедагогики.
- Отец — Семён Моисеевич Зицер, уроженец Одессы, работал в Ленинграде прорабом, директором бумажной фабрики.
- Супруга — Наталья Николаевна Зицер (урождённая Розенблит). Вадим познакомился с будущей женой, обучаясь на третьем курсе пединститута. Молодых людей сблизил интерес к театру. Свадьба состоялась, когда оба были ещё студентами. Наталья принимает активное участие во всех проектах супруга. В частности, является соавтором его книг, помогала при создании школы «Апельсин».
- Дети — у Вадима Зицера три дочери: Анна (1988 года рождения), Мария (1993) и Эмма (2006).

## Научная и литературная деятельность
Дима Зицер предложил новую схему педагогического процесса, основанную на личных ощущениях ученика. Принципиальным отличием этого подхода от традиционного является принцип, согласно которому обучение основывается не на желании или необходимости учителя научить чему-то, а на желании ученика научиться. Этой теме посвящён целый ряд научных и научно-популярных работ:
- Зицер Дима, Зицер Наташа. «Практическая педагогика». — Просвещение, 2014. — 386 с. — ISBN 9785457620056.
- Зіцер Діма. «Свобода від виховання» (укр.). — Vivat, 2016. — 272 с. — ISBN 978-617-690-688-9.
- Зицер Дима. «Любить нельзя воспитывать». — Cleverbook, 2017. — 285 с. — 27 321 экз. — ISBN 978-5-00115-250-7.
- Зицер Дима. «Как начать отношения с ребёнком с чистого листа». Аудиокнига. — Прямая речь, 2018.
- Зицер Дима. «(Не) Зачем (не) идти в школу?». — Дискурс, 2018. — 192 с. — ISBN 978-985-90437-2-7.
- Зицер Дима. «О школе, честности и рок-н-ролле». Аудиокнига. — Прямая речь, 2018.
- Зицер Дима. «Как говорить на сложные темы с детьми». Аудиокнига. — Питер, 2019.
- Зицер Дима. «Про школьную травлю». Аудиокнига. — Прямая речь, 2019.
- Зицер Дима. «Как прожить учебный год в кайф». Аудиокнига. — Прямая речь, 2019.
- Зицер Дима. «Семья – это про любовь». Аудиокнига. — Прямая речь, 2019.
- Зицер Дима. «После уроков. Классное внеклассное». — Питер, 2021. — 192 с. — ISBN 978-5-4461-1398-9.
- Зицер Дима. «Обязанности. Кто кому должен?». — Питер, 2021. — 192 с. — ISBN 978-5-4461-1337-8.
- Зицер Дима. «Учёба. Учиться всегда пригодится?». — Питер, 2021. — 288 с. — ISBN 978-5-4461-1373-6.
- Зицер Дима. «Свобода от воспитания». — Питер, 2022. — 320 с. — ISBN 978-5446105595.
- Зицер Дима, Зицер Наташа. «Современное педагогическое искусство. Азбука НО». — Скифия, 2023. — 432 с. — ISBN 978-5-00025-051-8.
- Зицер Дима. «О бессмысленности воспитания подростков». — Питер, 2024. — 192 с. — ISBN 978-5-4461-4101-2.
- Зицер Дима. «Дети, вы меня бесите!» Аудиокнига.. — Прямая речь, 2024.
- Зицер Дима. «Любовь в условиях турбулентности». — Meduza, 2025. — 245 с. — ISBN 978-9934-9255-3-5.

Ряд книг Димы Зицера выдержал несколько переизданий. В частности — работы «Любить нельзя воспитывать» и «(Не) Зачем идти в школу? Дети, родители, учителя и нерешенные школьные вопросы».